# AVP-Viditel
AVP-Viditel war ein niederländisches Radsportteam, das von 1984 bis 1985 existierte.

## Geschichte
Das Team wurde 1984 unter der Leitung von Aad van den Hoek gegründet. Mit Freddy Maertens hatte das Team einen namhaften Fahrer in seinen Reihen, allerdings verließ Maertens das Team bereits im Mai 1984 wieder. Im ersten Jahr konnte neben den Siegen Platz 3 bei der La Flèche Wallonne, Platz 4 beim Grand Prix Pino Cerami, Platz 5 bei den Drei Tage von De Panne, Platz 8 beim Amstel Gold Race und Platz 10 bei der Niederlande-Rundfahrt erreicht werden. 1985 konnte noch Platz 2 bei der Ronde van Limburg und Platz 10 beim Nationale Sluitingprijs erzielt werden. Am Ende der Saison 1985 wurde das Team aufgelöst.

## Erfolge
1984
- eine Etappe Presidential Cycling Tour of Turkey
- eine Etappe Andalusien-Rundfahrt

## Weitere Platzierungen
| Monument                 | 1984 | 1985 |
| ------------------------ | ---- | ---- |
| Flandern-Rundfahrt       | 30   | –    |
| Lüttich–Bastogne–Lüttich | 26   | 76   |

## Bekannte ehemalige Fahrer
- Freddy Maertens (01.1984–05.1984)
- Hans Langerijs (1984)